# 蒙特內格羅 (金迪奧省)

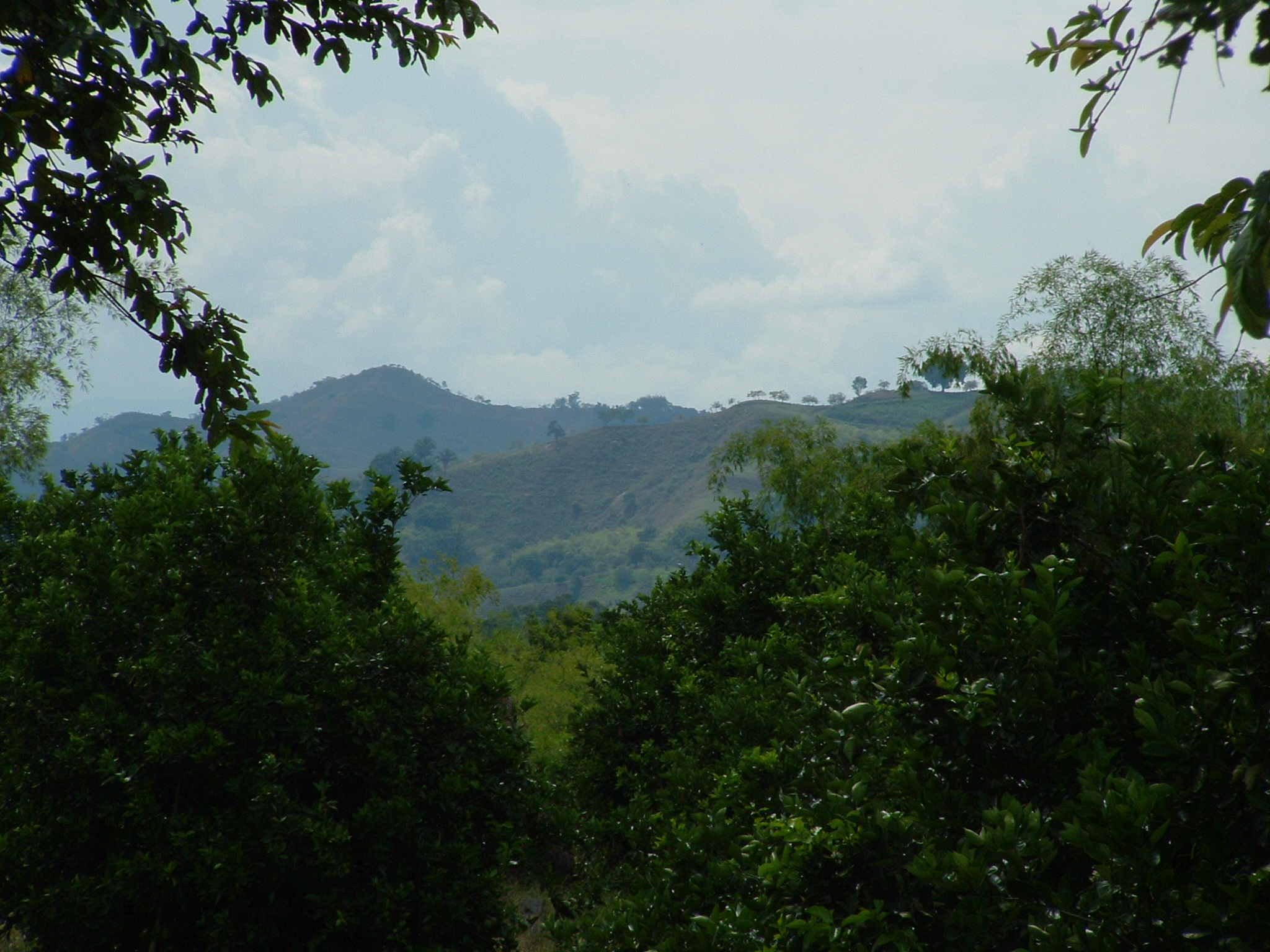

蒙特內格羅是哥倫比亞的城鎮，位於該國中西部，由金迪奧省負責管轄，距離首府亞美尼亞城10公里，始建於1892年10月19日，面積148.92平方公里，海拔高度1,294米，2005年人口38,714。
4°30′N 75°48′W / 4.500°N 75.800°W